# Katteskæg-slægten
 "Nardus" omdirigeres hertil. For anden betydning, se Nardus (trosamfund).
Katteskæg-slægten (Nardus) er en lille slægt med et par arter, der er udbredt i Europa, Mellemøsten og Sibirien. Det er tuedannende græsser med korte, stive og blågrå blade. Bladene er helt indrullede og fremtræder som ganske smalle rør. Blomsterne bæres endestillet i toppe på særlige skud. Her omtales kun den ene art, som er vildtvoksende i Danmark
| Arter |

- Katteskæg (Nardus stricta)